# Diaea tristania
Diaea tristania là một loài nhện trong họ Thomisidae.
Loài này thuộc chi Diaea. Diaea tristania được William Joseph Rainbow miêu tả năm 1900.